# 1950 год в истории изобразительного искусства СССР
1950 год был отмечен рядом событий, оставивших заметный след в истории советского изобразительного искусства.

## События
- 20 декабря - "Всесоюзная художественная выставка 1950 года" открылась в Москве в Государственной Третьяковской галерее.[1]

- 18 ноября — "Выставка произведений ленинградских художников" открылась в залах Государственного Русского музея. Издан подробный каталог работ.[2]

- Владимир Серов пишет картину «Ходоки у В. И. Ленина», за которую в 1951 году автор будет удостоен Сталинской премии.

## Сталинская премия1950 года
Первая степень:
- Хмелько М. И. - за картину «Триумф победившей Родины» (1949).
- Керимов Лятиф Гусейн оглы, Ахундов Исмаил Гусейн оглы, Кязим-Заде Кязим Мамед Али оглы, Ахмедов Джабраил Ахмедович, Мустафаева Гюльнена Мамед кызы, Ахмедова Сона Гасан кызы — за художественный ковёр, посвящённый 70-летию И. В. Сталина.
- Белопольский, Яков Борисович, архитектор, Горпенко, Анатолий Андреевич, художник-монументалист, — за памятник воинам Советской Армии в Берлине; Фридман, Павел Захарович, Яцыко, Пётр Петрович, Постников, Георгий Николаевич — за горельеф «Клянёмся тебе, товарищ Ленин !», Вучетич, Евгений Викторович — за оба эти творения
- Томский (Гришин), Николай Васильевич (также и за памятник генералу И. Р. Апанасенко в Белгороде и скульптурный портрет С. М. Кирова), Цигаль, Владимир Ефимович (также и за скульптурную фигуру «Ленин-гимназист»), Мотовилов, Георгий Иванович (также и за скульптурные работы в интерьерах станции «Калужская» московского метрополитена имени Л. М. Кагановича), Бабурин, Михаил Фёдорович, Бондаренко, Павел Иванович, Кербель, Лев Ефимович, Файдыш, Андрей Петрович, Шварц, Дмитрий Петрович — за скульптурные барельефы «В. И. Ленин и И. В. Сталин — основатели и руководители Советского государства»

Вторая степень:
- Яблонская, Татьяна Ниловна — за картину «Хлеб» (1949)
- Кукрыниксы — за политические карикатуры и иллюстрации к книге М. Горького «Фома Гордеев»
- Ефанов, Василий Прокофьевич, Дудник, Степан Иудович (Ильич), Кугач, Юрий Петрович, Максимов, Константин Мефодьевич, Цыплаков, Виктор Григорьевич — за картину «Передовые люди Москвы в Кремле» и за серию портретов «Знатные люди Москвы»
- Григорьев, Сергей Алексеевич — за картины «Приём в комсомол» (1949) и «Вратарь» (1949)
- Ефимов (Фридлянд), Борис Ефимович — за политические карикатуры
- Пинчук, Бениамин Борисович, Таурит, Роберт Карлович — за скульптуру «В. И. Ленин и И. В. Сталин в Горках»
- Топуридзе, Валентин Багратович — за монумент И. В. Сталину в Сталинграде и статую А. Р. Церетели
- Ковалёв, Александр Александрович — за скульптурный портрет Героя Социалистического Труда Е. С. Хобты
- Манизер, Матвей Генрихович — за памятник И. П. Павлову в Рязани

- Третья степень:
- Мальков, Павел Васильевич — за рисунки «И. В. Сталин — руководитель рабочего кружка в Тифлисе», «Батумская демонстрация», «Встреча В. И. Ленина и И. В. Сталина на Таммерсфорской конференции», «В штабе Верховного Главнокомандующего»
- Пророков, Борис Иванович — за серию рисунков «Вот она, Америка !» (1948—1949)
- Орешников, Виктор Михайлович — за картину «В штабе обороны Петрограда, ноябрь 1917 года» (1949)
- Пузырьков, Виктор Григорьевич — за картину «И. В. Сталин на крейсере „Молотов“»
- Горелов, Гавриил Никитич — за портреты сталевара завода «Серп и Молот» А. С. Субботина, мастера завода «Серп и Молот» И. В. Грачёва и картину «Знатный сталевар завода „Серп и Молот“ М. Г. Гусаров со своей бригадой»
- Мариупольский, Вячеслав Минеевич — за картину «Вожатая»

## Родились
- 4 июня — Абрамов Николай Николаевич, российский живописец.
- 2 октября — Рукавишников Александр Иулианович, советский российский скульптор, Народный художник России.

## Скончались
- 8 января — Чепцов Ефим Михайлович, российский советский живописец и педагог, Заслуженный деятель искусств РСФСР (род. в 1874)
- 3 мая - Абугов Семён Львович, художник и педагог, профессор Ленинградского института живописи, скульптуры и архитектуры имени И. Е. Репина (род. в 1877).